# Lilla Teatern, Helsingfors
För andra betydelser, se Lilla teatern.
Lilla Teatern, även känd som Lillan, är en svenskspråkig teater i Helsingfors i Finland. Den grundades 1940, som ett friare alternativ till Svenska Teatern.

## Historia

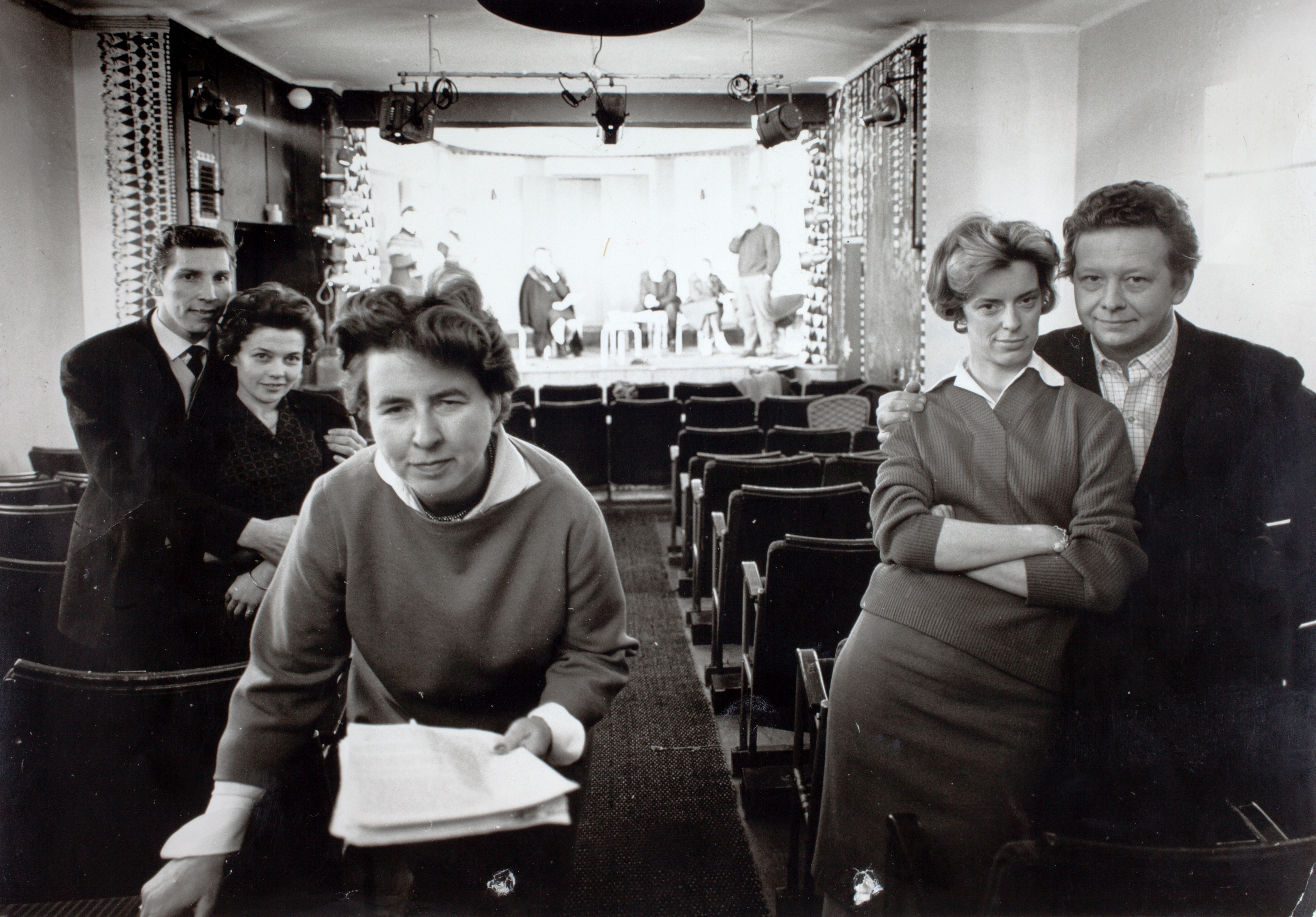
På Kaserngatan år 1956: Gustav Wiklund, Ingrid Söderblom, Vivica Bandler, Birgitta Ulfsson och Lasse Pöysti.

### Tidiga år
Lilla Teatern grundades 1940 av skådespelarna Oscar och Eja Tengström, som var frustrerade över stelheten på Svenska Teatern, den då enda svenskspråkiga teatern i Helsingfors. Lilla Teatern fick sitt namn av den minimala salen som den först verkade i, ett litet rum invid bakgården av Svenska Handelsgillets hus vid Kaserngatan, med plats för 100 åskådare.
I början bestod repertoaren mest av komedier, men efter ett tag engagerade sig regissören Vivica Bandler (formellt agronom till utbildningen) i projektet, och från 1955 som chef och ägare satsade hon på både högklassig komedi och allvarligare produktion. Bland annat strävade man efter att så långt som möjligt framföra nyproducerat finlandssvenskt drama då det fanns tillgängligt av god standard, och i övrigt också nosa fram intressant färsk produktion att översätta både från finska och andra språk.
Den fasta ensemblen med Lasse Pöysti, Birgitta Ulfsson och Nils Brandt som galjonsfigurer etablerade snabbt ett renommé som sevärda komiker, och teatern rönte stor framgång, även om ekonomin genom teaterns hela existens har balanserat på en knivsegg. Stycket Troll i kulisserna av Tove Jansson 1959, som dramatiserade hennes Mumintroll, blev en stor framgång, och turnerade också i Stockholm.

### Nya utrymmen

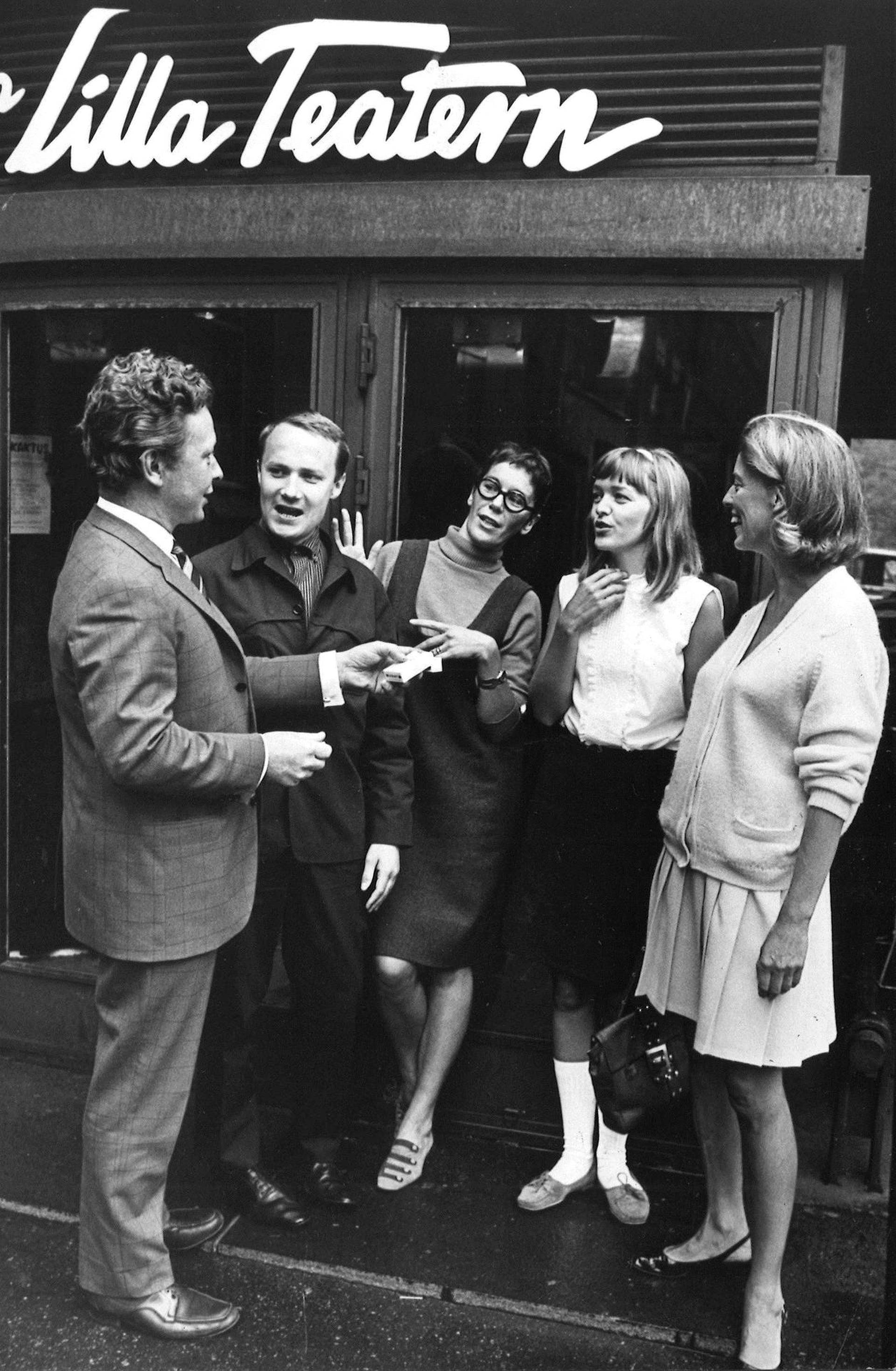
På Georgsgatan år 1967: Lasse Pöysti, Bengt Ahlfors, Lisa Bergström, Elina Salo och Birgitta Ulfsson.

En ny era anträddes från 1962 då teaterns nya utrymmen togs i bruk. Lilla Teatern fick inleda verksamhet i Tekniska Föreningens nya hus i hörnet av Georgsgatan och Eriksgatan, ett stenkast från nuvarande Scandic hotell. Salen är skräddarsydd för Lilla Teatern och har rum för betydligt fler åskådare med både parkett (visserligen täckt av matta) och läktare, utan att mista sin intima karaktär. Scenen har all den modernaste tekniken. Den gamla salen fungerade ännu många år under namnet "Pikku-Lillan" ("Pikku" = Den lilla på finska) med stycken för en "smalare" publik.
Den ekonomiska ryggraden gavs av de populära revyerna som framfördes med några års mellanrum, skrivna av Benedict Zilliacus, som med vass penna skildrade aktuella och gångna tidender i Finland, mildrade med en lagom mjuk glimt i ögat. Schwung gav musiken, komponerad och framförd på piano av husmusikern Erna Tauro till vistexterna. 1967 tog paret Pöysti över rodret (Lasse Pöysti och Birgitta Ulfsson hade hunnit gifta sig i början av 1950-talet) och repertoaren breddades ytterligare, inte minst med banbrytande uppsättningar av klassiker som Shakespeare, Williams och Brecht. Efter Pöysti tog sig Asko Sarkola an chefskapet från 1974, vilket han med ett kort avbrott innehade till 1990-talet.

### Dagens Lilla Teatern
Då flera i det fasta skådespelargardet, såsom Lasse Pöysti, Elina Salo, och Asko Sarkola, hade tvåspråkig bakgrund var steget inte långt till att börja framföra repertoaren också på finska. Några finskspråkiga frilansskådespelare engagerades för några stycken, där de spelade också på svenska, och den finska regissören Kaisa Korhonen satte även upp några pjäser. I dag försöker Lilla Teatern upprätthålla ett brett spektrum av dramatik och ha en öppen syn på tolkningarna för att inte stelna i något gebit.
Sedan 2005 är Lilla Teatern fast knuten till Helsingfors stadsteater (Helsingin kaupunginteatteri) som en svensk- och tvåspråkig scen. 

## Teaterchefer
- 1940–1955 – Eja Tengström och Oscar Tengström[4]
- 1955–1967 – Vivica Bandler[5]
- 1967–1974 – Lasse Pöysti och Birgitta Ulfsson[6]
- 1974–1981 – Asko Sarkola[3][7]
- 1981–1984 – Kaisa Korhonen
- 1984–1998 – Asko Sarkola[7]
- 1998–2000 – Tove Appelgren[7]
- 2000–2002 – Johan Bargum[7]
- 2002–2005 – Laura Jäntti[7]
- 2005–2014 – Pekka Strang[7]
- 2014–2017 – Raila Leppäkoski
- 2017–2019 – Marina Meinander [8]
- 2019–  Jakob Höglund [9]